# 上智大学国際教養学部
上智大学国際教養学部（じょうちだいがくこくさいきょうようがくぶ、英: 英語: Faculty of Liberal Arts）は、上智大学に設置される国際教養学部である。旧・上智大学比較文化学部（じょうちだいがくひかくぶんかがくぶ、英語: Faculty of Comparative Culture）。上智大学の中でもトップクラスの看板学部である。

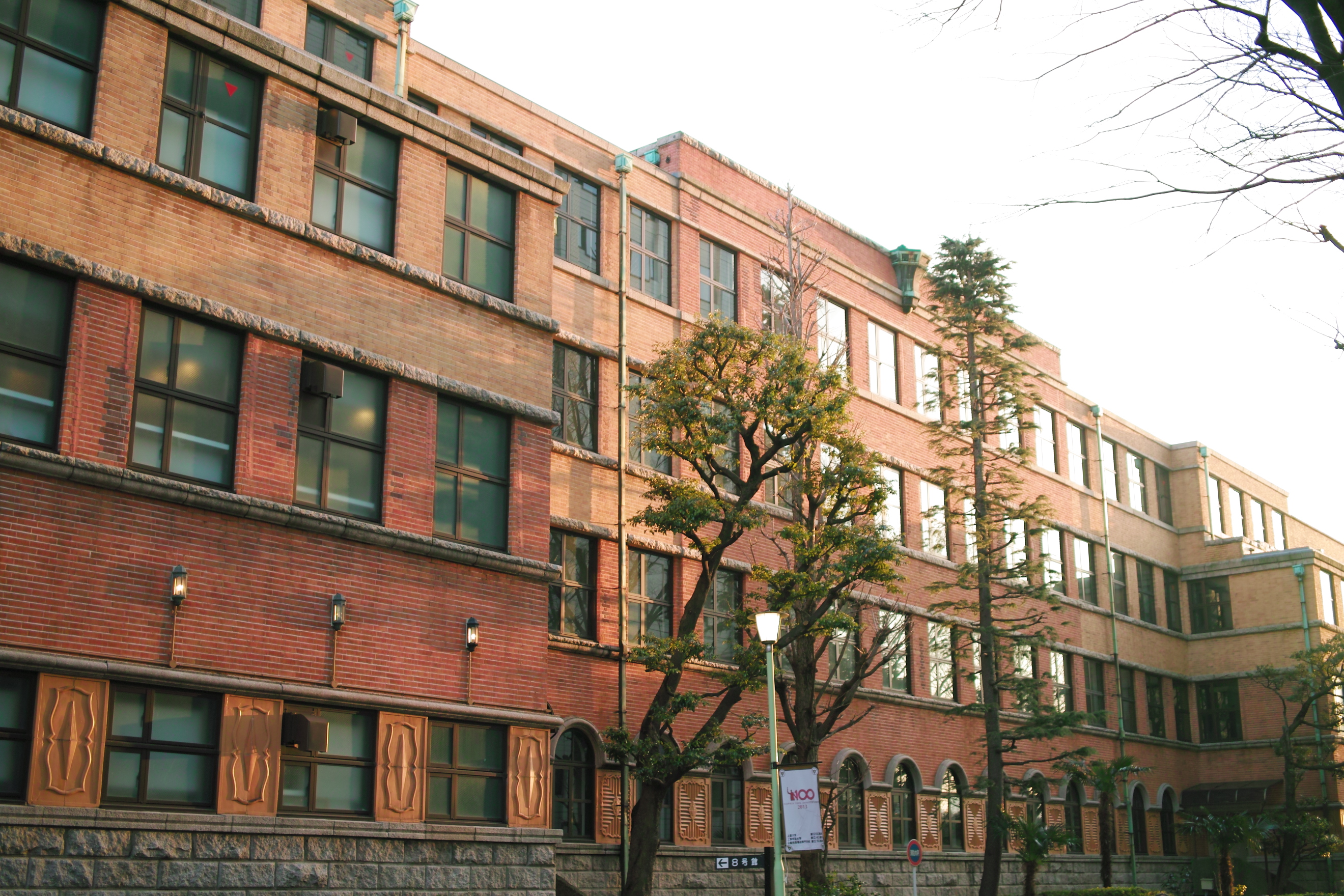
上智大学1号館（1932年竣工、スイス人建築家マックス・ヒンデルによる設計）

## 概要
上智大学国際教養学部は、1949年に創設された上智大学国際部（英語: International Division）を前身に、1987年に上智大学外国語学部から比較文化学科が独立して上智大学比較文化学部として開設、2006年に上智大学国際教養学部として改組された。
学科としては国際教養学科の1学科のみが設置されている。
日本の国際教育の先駆者として、半世紀以上にわたり幅広い教養と論理的思考力を育むリベラル・アーツ教育を英語で行ってきた。
1年次は基礎教育、2年次後半から国際経営・経済学（International Business and Economics）、社会科学（Social Studies）、比較文化（Comparative Culture）の3コースから専門分野を選択するというカリキュラムである。

## 沿革

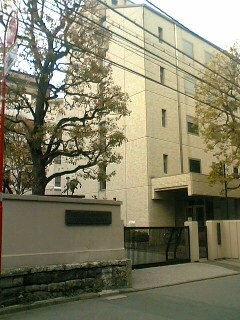
旧上智大学市谷キャンパス
（千代田区四番町、2019年9月30日廃止）

- 1949年 - 上智大学国際部として創設。駐留米軍兵士およびその家族を主な対象とした夜間プログラムとして開講[1]。
- 1974年9月 - 上智大学市谷キャンパス竣工に伴い、四谷キャンパスから移転[4]。
- 1975年 - 国際部を上智大学外国語学部日本語・日本文化学科へ改組[2][4]。文部省認可を受けた日本初の全講義を英語で行う大学レベルの教育機関となる[5]。
- 1977年 - 上智大学外国語学部比較文化学科へ改称[2][4]。
- 1987年 - 上智大学外国語学部から比較文化学科が独立し改組、上智大学比較文化学部として開設[4]。比較文化学科及び日本語・日本文化学科の2学科を設置[2]。（同年4月から入学した者は新設の比較文化学部への入学となったが、前年までに入学していた者は、引き続き外国語学部比較文化学科として在学）
- 1993年 - 外国語学部比較文化学科を廃止[2]。
- 2003年 - 日本と世界を結ぶ国際教養教育の先駆的取組として、文部科学省により平成15年度「特色ある大学教育支援プログラム（特色GP）」に採択[6]。
- 2006年 - 比較文化学部を国際教養学部に改組、四谷キャンパスへ移転[4]。国際教養学科を設置[2]。

## 学科
- 国際教養学科[3]
  - 入学定員186人・収容定員744人[3]

## 著名な出身者
※前身の国際部、外国語学部日本語・日本文化学科、外国語学部比較文化学科および比較文化学部出身者も記載する。

### 政治・行政
- 野田聖子 - 衆議院議員

### 経済
- ジェニー・マユコ・ワカナ - エアアジア・ジャパン取締役社長
- ルディー和子 - ウィトン・アクトン代表取締役、元立命館大学教授、セブン&アイ・ホールディングス取締役、トッパン・フォームズ取締役
- 木村元子 - 映画・演劇プロデューサー、ドリームプラス社長
- ユリーカ - 実業家・タレント、ワンダーリリー代表取締役社長
- 佐々木かをり - ユニカルインターナショナル代表取締役社長、イー・ウーマン代表取締役社長
- 村木徹太郎 - TOKYO AIM取引所元代表取締役社長
- 中澤一 - マスタード・シード・アカデミー主宰、主任講師
- 紀野知成 - アットハース創業者・代表取締役社長

### マスコミ、ジャーナリズム
- 古歩道ベンジャミン - ジャーナリスト
- デーブ・スペクター - テレビプロデューサー、タレント
- 安藤優子 - フリージャーナリスト、ニュースキャスター
- 三竹映子 - 元フジテレビアナウンサー
- 杉山真喜人 - 元TBSアナウンサー
- 山口美江 - キャスター、タレント、実業家
- 小牧ユカ - キャスター、タレント、モデル
- 久下香織子（中退） - キャスター
- 真正カルナ - 元CNNアンカー
- 久保純子 - 元NHKアナウンサー、タレント
- 芳川隆一 - NHKアナウンサー
- 佐久間みなみ - フジテレビアナウンサー

### 研究
- ジョン・ボチャラリ - 比較文学、東京大学名誉教授
- 廣谷昌子 - 言語学、カールトン大学准教授
- ミカエル・アンティオコ - 経営学、EDHEC経営大学院教授
- 天川由記子 - 政治学、国際関係学研究所所長
- 大崎麻子 - ジェンダー・開発政策、関西学院大学客員教授、タレント

### 文学
- 青柳祐美子 - 脚本家
- 小澤征良 - エッセイスト、作家

### 芸能
- ジュディ・オング - 歌手
- 南沙織 - アイドル
- アグネス・チャン - 歌手、エッセイスト
- 早見優 - アイドル、第9回日本アカデミー賞新人俳優賞、クラリーノ美脚大賞オーバーフォーティー部門
- マリウス葉 - 元アイドル、元ジャニーズ事務所所属、元Sexy Zoneメンバー
- 長手絢香 - アイドル、元ココナッツ娘。メンバー
- 西田ひかる - 歌手、タレント、女優
- Crystal Kay - 歌手
- 青山テルマ - 歌手
- BENI - 歌手、日本ゴールドディスク大賞ニュー・アーティスト・オブ・ザ・イヤー
- KΛNΛ - 歌手
- 古内東子 - 歌手、シンガーソングライター、第39回日本レコード大賞アルバム賞
- Sayaca - タンゴ歌手
- Emyli - シンガーソングライター
- ジャニカ・サウスウィック - 俳優、声優、司会者
- ふるけいこ - タレント、プロレスラー
- ヒロコ・グレース - タレント、日本ジュエリーベストドレッサー賞特別賞
- 角田ともみ - タレント、女優
- ジョン・オコーナー - タレント
- 宮崎麗果 - ミスソフィアコンテスト2007準グランプリ、タレント、実業家
- Remi - モデル、女優
- リサ・ステッグマイヤー - モデル、タレント
- はな - モデル、DJ、タレント
- 川平慈英 - 俳優、タレント、スポーツキャスター、ナレーター
- ミシェル・フェレ - 女優、キャスター、ラジオパーソナリティー
- クリス智子 - ラジオパーソナリティー、タレント
- 榊原アリー - バイリンガルMC

### その他
- 加藤美和 - 国際連合薬物犯罪事務所事業局長、元UNウィメンアジア太平洋地域部長
- 全田良子 - 国連職員、国際連合人口基金 (UNFPA) ニューヨーク本部上級顧問
- 伊藤光子 - 世界の子どもにワクチンを日本委員会事務局長、元外務省国際機関人事センター所長
- 渡辺孝真 - 全日本柔術連盟理事長